# 邁爾斯頓 (密西西比州)
邁爾斯頓（英語：Mileston）是位於美國密西西比州霍爾姆斯縣的非建制地區。

## 歷史
邁爾斯頓的郵局於1888年設立，其後於1953年停運。

## 地理
邁爾斯頓所處的海拔為高於海平面34米（即112英呎），而該地所採用的時區為UTC-6，即北美中部時區（CST）。同時該地設有夏令時間，為UTC-6調快一小時，即UTC-5（CDT）。